# Universidade Estadual de Utah
A Universidade Estadual de Utah (em inglês, Utah State University) é uma universidade estadunidense localizada na cidade de Logan, no estado de Utah.